# (16559) 1991 VA3
(16559) 1991 VA3 là một tiểu hành tinh vành đai chính. Nó được phát hiện bởi Atsushi Sugie ở Dynic Astronomical Observatory Nhật Bản, ngày 9 tháng 11 năm 1991.